# Оргия

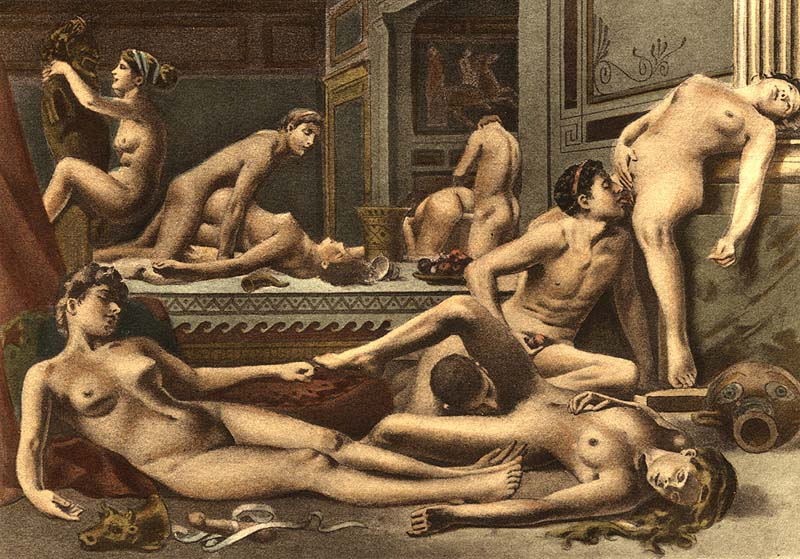
Иллюстрация Эдуара Анри Авриля

Оргия (греч. όργιον) — групповое (от трёх человек) половое сношение; религиозные обряды многих древних народов, связанные с культами богов (напр., в Древней Греции, Риме, Египте и др.), носившие сексуальный характер.
Например, в греческой религиозной традиции — празднество в честь бога вина и веселья Диониса. Первоначально слово употреблялось в смысле «причастия». Цель причастия состояла в том, чтобы очистить душу верующего и помочь ей избежать круговорота рождения.
См. также оргиастические языческие культы: оргиями сопровождались праздники Великие дионисии, Сатурналии и др.
Оргия как культ могла иметь сексуальный характер, выражаемый в неупорядоченных половых контактах участников оргии.
В синонимическом ряду с оргией также: разгульное пиршество, вакханалия.